# Hornmühlbach
Der Hornmühlbach, auch Grubbach genannt, ist ein 4,4 km langer, rechter Zufluss der Ascha im Landkreis Schwandorf in der Oberpfalz in Bayern.

## Geographie

### Verlauf
Der Hornmühlbach entspringt in der Geißlohe, wo er zunächst zahlreiche Fischweiher speist. Er fließt auf seinem gesamten Lauf vorwiegend in südliche Richtung. Nach diesen Weihern unterquert er die Staatsstraße 2159 Bruderbügerl–Gaisthal. Er fließt weiter in südlicher Richtung durch die Geißlohe. Nordwestlich von Schönthan nimmt er je einen von links und rechts einmündenden namenlosen Bach auf. Bei der Hornmühle fließt er westlich an Schönthan vorbei. Zwischen dem 530 Meter hohen Hammerbühl im Westen und dem 547 Meter hohen Vogelherd im Osten passiert der Hornmühlbach einen Taleinschnitt. Hier unterquert er den Bayerisch-Böhmischen Freundschaftsweg, der auf der ehemaligen Bahnstrecke Nabburg–Schönsee verläuft. Etwa 500 Meter weiter südlich mündet von rechts der Hirzingbach in den Hornmühlbach. Zwei weitere namenlose Bäche münden noch von rechts, dann gelangt der Hornmühlbach in das Gebiet der teils recht großen Aufsesser Weiher, das nördlich von Winklarn an der Ascha liegt. Dort mündet er ungefähr 300 Meter nördlich von Scheibenhaus in einen rechten Zweig der Ascha.

### Einzugsgebiet
Das Einzugsgebiet des Hornmühlbachs ist 8,2 km² groß und gehört, naturräumlich gesehen, zum Schneeberger Becken im Vorderen Oberpfälzer Wald im Oberpfälzisch-Bayerischen Wald. Seine größten Höhen erreicht es mit 620 m ü. NHN an der westlichen Wasserscheide auf dem Brennhippel, mit 608 m ü. NHN an der nordwestlichen auf dem Geißruck, mit 637 m ü. NHN an der nordöstlichen Gebietsspitze auf dem Buchberg.
Reihum grenzen die Einzugsgebiete der folgenden Nachbargewässer an:
- Von Nordwesten bis Nordosten entwässern nicht sehr lange Bäche jenseits zur Murach, den nächsten größeren Schwarzach-Zufluss nach der Ascha;
- an der Ostseite entlang fließt ziemlich nahe und ohne wesentliche Zuflüsse von der Scheide her die danach den Hornmühlbach aufnehmende Ascha;
- ebenso im Südosten;
- im Westen konkurriert jenseits des Wasserscheidenabschnitts zwischen Brennhippel und Geißruck der Steinbach, wieder ein Zufluss der Murach.

### Zuflüsse
Von der Quelle zur Mündung. Auswahl.
- (Bach vom Buchberg), von links und Nordosten auf etwa 521 m ü. NHN nordwestlich von Oberviechtach-Schönthan, ca. 1,6 km
- Hirzingbach, von rechts und Nordwesten auf 504 m ü. NHN nordwestlich von Winklarn-Schneeberg kurz vor der Gemeindegrenze von Winklarn, ca. 2,4 km mit dem längsten Oberlauf ab Lind
- (Bach aus dem Wirtsholz), von rechts und Nordwesten auf etwa 501 m ü. NHN gegenüber dem ersten der Aufsesser Weiher, ca. 1,0 km